# Domen (Antarktika)
Der Domen ist ein 2545 m hoher Zeugenberg mit schneebedeckten Gipfel und steilen Felsflanken, der unmittelbar südwestlich des Høgskavlen im Borg-Massiv auf der Maudheimvidda im antarktischen Königin-Maud-Land aufragt.
Norwegische Kartografen kartierten den Berg anhand geodätischer Vermessungen und Luftaufnahmen der Norwegisch-Britisch-Schwedischen Antarktisexpedition (1949–1952). Der norwegische Name bedeutet so viel wie „Kuppel“.